# Alegeri legislative în Coreea de Nord, 1957
Alegerile pentru Adunarea Suprema a Poporului (SPA) au avut loc pe data de 27 august 1957. Au fost aleși 217 deputați. Prima întrunire desfășurată a fost între 18-20 septembrie. Una din legi votate a fost: "Sarcina puterii oamenilor în construcția socialismului".